# Saint-Bomer
Saint-Bomer – miejscowość i gmina we Francji, w Regionie Centralnym, w departamencie Eure-et-Loir.
Według danych na rok 1990 gminę zamieszkiwały 143 osoby, a gęstość zaludnienia wynosiła 11 osób/km² (wśród 1842 gmin Regionu Centralnego Saint-Bomer plasuje się na 994. miejscu pod względem liczby ludności, natomiast pod względem powierzchni na miejscu 989.).